# Назаркин, Евгений Дмитриевич
Евгений Дмитриевич Назаркин (род. 21 октября 1996, Челябинск) — российский хоккеист, защитник.

## Биография
Воспитанник челябинского «Трактора». С сезона 2013/14 играл в команде МХЛ «Белые медведи». В сезоне 2015/16 выступал в ВХЛ за «Челмет». Перед сезоном 2016/17 был обменян в омский «Авангард». 1 декабря 2016 года в гостевом матче против «Медвешчака» (4:1) дебютировал в КХЛ. Выступал в ВХЛ за казахстанский клуб «Сарыарка» Караганда. В конце сезона 2018/19 играл за «Динамо» СПб. В сезоне 2019/20 выступал в ВХЛ за «Челмет» и «Южный Урал» Орск.
Двукратный бронзовый призёр Молодежной хоккейной лиги (2014, 2015).
Участник юниорского чемпионата мира 2014 года.